# Johann Georg Hiltensperger
Johann Georg Hiltensperger (21 février 1806 à Haldenwang (Oberallgäu) - 13 juin 1890 à Munich) est un peintre d'histoire et professeur à l'Académie des beaux-arts de Munich.

## Biographie
Johann Georg Hiltensperger est formé à Kempten par le professeur de dessin L. Weiß, à l'Académie des Beaux-Arts à Munich par Johann Peter von Langer et à l'Académie des beaux-arts de Düsseldorf par Peter von Cornelius.
De retour à Munich en 1825, il emporte les commandes pour des peintures et des fresques du roi Louis Ier de Bavière et du roi Maximilien II de Bavière.
Hiltensperger est marié en premières noces avec Anna Theresia von Paur (1806-1831) fille d'un maître de postes et propriétaire de Fahrenzhausen, sœur du député Carl von Paur. Son fils d'un second mariage est le peintre Otto Hiltensperger.

## Œuvres

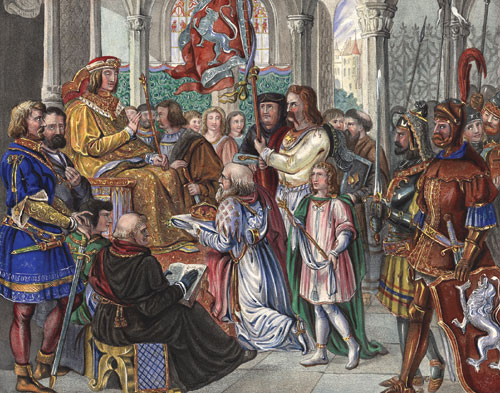
Albert III de Bavière refuse la couronne

- Fresque Herzog Albrecht III. de Bavière refuse la couronne de Bohème dans la Hofgartenarkaden
- Peinture à l'encaustique im Königsbau de la Residenz (esquisses de Schwanthaler et Julius Schnorr von Carolsfeld)
- Fresques de Rossenbändigern sur le portique du palais Toerring-Jettenbach (poste principale de Munich)
- Fresques dans la Alten Pinakothek (esquisses de von Cornelius)
- Fresques sur le fronton du Théâtre national de Munich (esquisses de Schwanthaler)
- Esquisses pour les loges d'une galerie du Musée de l'Ermitage à Saint-Pétersbourg pour un cycle de scènes de la vie des peintres grecs
- Huiles Die Olympischen Spiele et Roms Blütezeit unter Kaiser Augustus et fresques dans la salle nord de Vorbaus im Maximilianeum
- Décorations pittoresques dans plusieurs pièces de la Villa royale de l'île aux Roses sur le lac de Starnberg.
- Autel de l'Abbaye d'Andechs à Andechs

### Source de la traduction
- (de) Cet article est partiellement ou en totalité issu de l’article de Wikipédia en allemand intitulé « Johann Georg Hiltensperger » (voir la liste des auteurs).